# 萨加斯
萨加斯，是西班牙加泰罗尼亚巴塞罗那省的一个市镇。总面积45平方公里，总人口153人（2001年），人口密度3人/平方公里。